# Jan Škarnitzl
Jan Škarnitzl (nascido em 11 de julho de 1986) é um ciclista tcheco, especialista em cross-country. Nos Jogos Olímpicos de 2012, em Londres, ele competiu na prova de cross-country, em Hadleigh Farm, terminando em décimo segundo lugar.

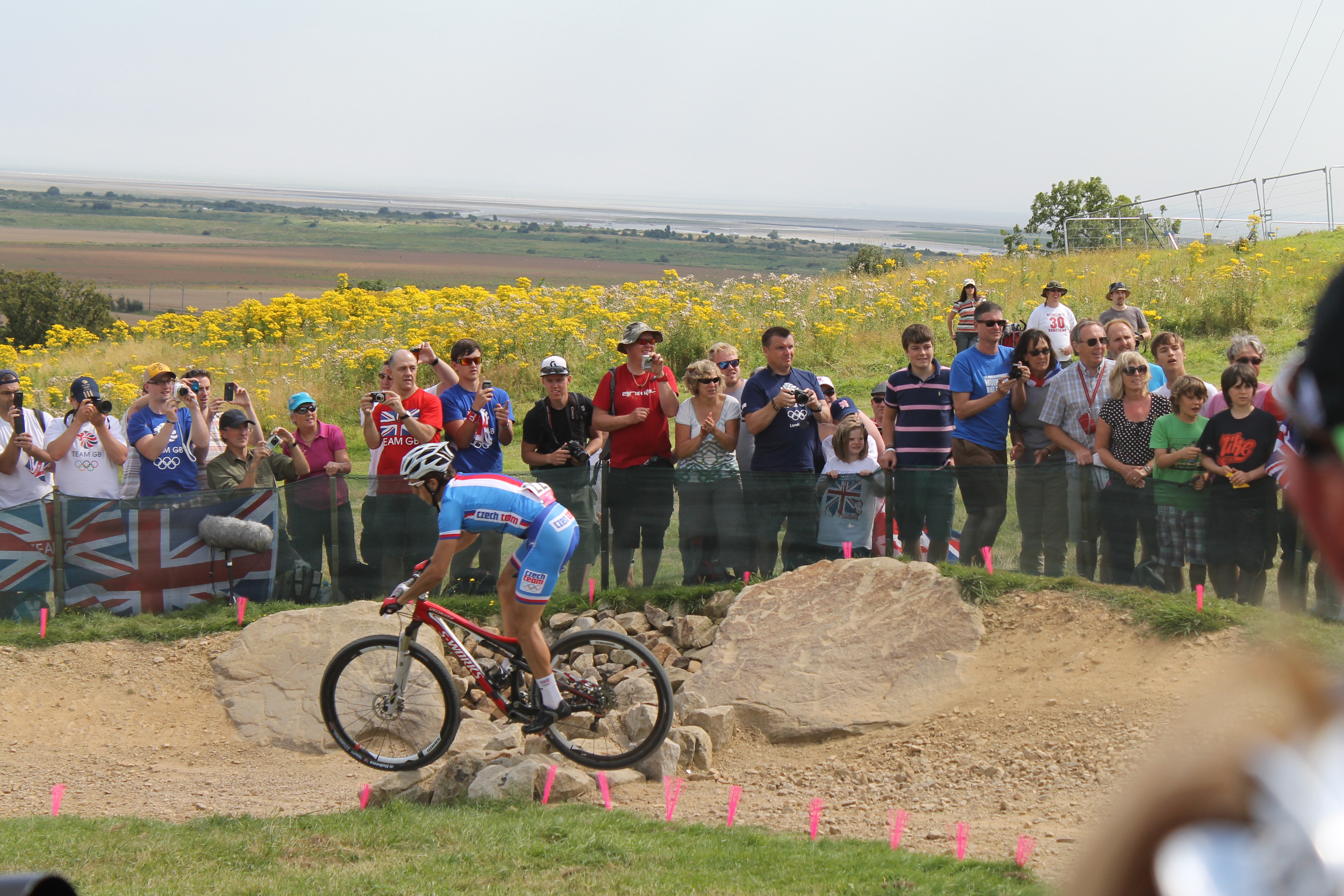
Jan Škarnitzl nas Olimpíadas de 2012